# Тимофеев, Сергей Эдуардович
Сергей Эдуардович Тимофеев (род. 13 ноября 1970, Рига) — латвийский русскоязычный поэт и литературный деятель.
Окончил филологический факультет Латвийского государственного университета (1992). Работал на телевидении, в русскоязычной прессе, выступал как диджей; в последнее время ведёт русскую версию портала о современном искусстве Arterritory.com.
Начал публиковать стихи в конце 1980-х гг. в журналах «Родник», «Митин журнал», «Вавилон», в 1994 году выпустил в Санкт-Петербурге первую книгу стихов. В Латвии и России вышло 7 его поэтических сборников, в Латвии два последних издания были билингвальные, с переводом на латышский. Помимо того его стихи переводились на более 10 европейских языков. В 1999 году выступил одним из создателей текст-группы «Орбита», автор и соредактор всех её альманахов. Один из составителей антологии новейшей русской поэзии «Девять измерений» (2004). Много работает с различными мультимедийными проектами на основе поэзии: музыкально-поэтическими сетами, поэтическими видеоклипами, объектными инсталляциями и др. Написал ряд текстов для латвийских исполнителей (в частности, для перебравшегося в Москву рижского музыканта Карла Хламкина, группы Brainstorm и для Интарса Бусулиса, в том числе для песни «Пробка», с которой Бусулис выступал на конкурсе Евровидение 2009), а также либретто для оперы Кристапса Петерсонса «Михаил и Михаил играют в шахматы», поставленной в 2014 г. в Латвийской национальной опере. За него он получил латвийскую театральную премию «Ночь лицедеев» 2014 года в номинации «Лучшая оригинальная драматургия».
Шорт-лист премии Андрея Белого (2002). Лауреат Русской премии (2010). С 2011 по 2012 год возглавлял Национальный совет по культуре при Министерстве культуры Латвии.

## Книжные издания
- Собака, Скорпион. – СПб.: Митин журнал, 1994.
- Воспоминания диск-жокея. – Рига: Medija, 1996.
- 96/97. – Рига: Хлопок и синтетика; Casablanca 2000, 1998.
- Сделано. – М.: Новое литературное обозрение, 2003. – 116 с. – (Серия "Премия Андрея Белого")
- Почти фотографии. – Рига: Орбита, 2003. – 120 с. (На русском и латышском языках)
- Синие маленькие гоночные автомашины. – М.: Новое литературное обозрение, 2011. – 114 с. – (Серия "Новая поэзия")
- Стерео. – Рига: Орбита, 2012. – 96 с. (На русском и латышском языках)
- Реплика. – Рига: Орбита, 2018. – 80 с. (На русском и латышском языках)
- Утро в стране интровертов. – М.: Новое литературное обозрение, 2020. – 96 с. – (Серия "Новая поэзия")